# Capgrossos de Vilafranca
Els Capgrossos de Vilafranca són un ball de capgrossos que forma part del seguici de la Festa Major de Vilafranca del Penedès. El ball està format per dues parelles de capgrossos: l'Humbert i la Roseta, el Canyamàs i la Zingarel·la.
L'any 1968 l'Acadèmia Tastavins Sant Humbert va entregar a la vila dos capgrossos que van passar a formar part del Ball de Nans de Vilafranca: l'Humbert (anomenat Oriol en un primer moment) i la Roseta. Els dos capgrossos representaven un pagès que simbolitza el treball vitivinícola de les nostres comarques i una pubilla que simbolitza la fertilitat de la terra. Van ser batejats el dia 30 d'agost davant del Palau Baltà amb el padrinatge dels Capgrossos de Tarragona. L'any següent es va afegir al Ball de Nans una parella de gitanos i el 1993 van batejats com a Canyamàs i Zingarel·la i els Capgrossos de Vic els feren de padrins. L'any el 1982 les dues parelles de capgrossos es van separar dels nans i van formar una colla amb una coreografia pròpia: els Capgrossos «grossos», avui simplement Capgrossos.

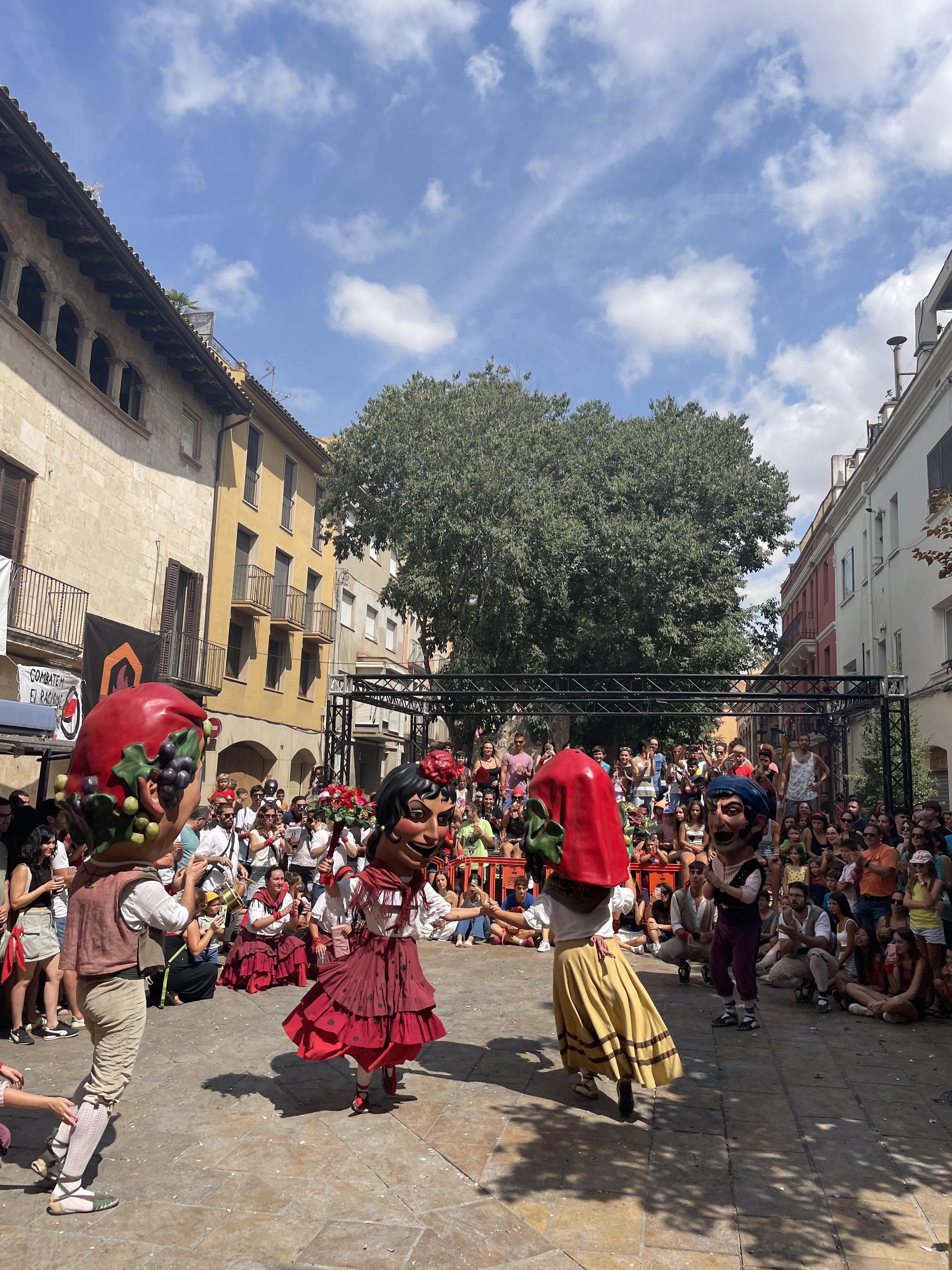
Els Capgrossos de Vilafranca ballant el Ball del Ram

Actualment, el ball està compost per dotze persones que porten els quatre caps i el vestuari varia segons cada un dels personatges. Quant als balls, els Capgrossos tenen diverses coreografies pròpies tant pels balls parats com els de cercavila acompanyats de diverses melodies per a gralla i timbal. Entre els balls de cercavila ballen La Repescada, L'Agló i El festeig; i entre els balls parats hi trobem Berga, Polca, El Ball del Ram i L'Eixerida.
L'any 2018, amb motiu del cinquantè aniversari del grup, els Capgrossos de Vilafranca van presentar una nova indumentària dissenyada per Blanca Ferré. La nova vestimenta tenia com a objectiu de ressaltar les característiques particulars de cada personatge i, alhora, equilibrar i cohesionar el grup. En aquest sentit, els nous vestits de l'Humbert i la Roseta duen brodats amb motius florals i són de colors torrats i verds, mentre que els del Canyamàs i la Zingarel·la, tenen guarniments que fan al·lusió al món dels cavalls.